# Ormosia oaxacana
Ormosia oaxacana är en ärtväxtart som beskrevs av Velva Elaine Rudd. Ormosia oaxacana ingår i släktet Ormosia och familjen ärtväxter. Inga underarter finns listade i Catalogue of Life.